# Megachile spinotulata
Megachile spinotulata är en biart som beskrevs av Mitchell 1934. Megachile spinotulata ingår i släktet tapetserarbin, och familjen buksamlarbin. Inga underarter finns listade i Catalogue of Life.